# 버니큘라 (애니메이션)
《버니큘라》(Bunnicula)는 동명의 도서를 기반으로 워너 브라더스 애니메이션이 제작한 미국의 텔레비전 애니메이션이다. 카툰 네트워크와 부메랑을 통해 2016년 2월 6일부터 2018년 12월 30일까지 방송되었다.

## 등장인물
- 버니큘라 (성우: 크리스 커탠): 미나와 그의 가족이 이사한 아파트의 지하실에서 살아 온 토끼로, 흡혈귀와 같이 박쥐 날개가 있고 햇빛을 싫어하는 야행성이지만 채소즙을 마시며 생활한다. 채소즙으로 인해 종종 초자연적 힘을 발휘하거나 특정한 모습으로 몸을 바꾼다. 자신만의 언어로 말하고 해럴드만 그의 말을 이해할 수 있다. 한국어 성우는 이경태다.
- 체스터 (성우: 숀 애스틴): 미나가 기르는 샴고양이. 버니큘라를 아끼지만 그가 일으키는 초자연적 현상과 마주치는 걸 매우 싫어한다. 독서와 십자말풀이, 재즈를 좋아한다. 한국어 성우는 현경수다.
- 해럴드 (성우: 브라이언 키멧): 미나가 기르는 몸집이 큰 개. 유일하게 버니큘라의 말을 이해할 수 있어 체스터에게 그의 말을 해석해 준다. 한국어 성우는 정영웅이다.
- 미나 먼로 (성우: 카리 월그렌): 루이지애나주 뉴올리언스로 이사 온 13세 소녀. 새 집의 지하실의 관에 잠들어 있던 버니큘라를 꺼내주었다. 록 음악과 공포 영화를 매우 좋아한다. 한국어 성우는 전해리다.
- 아서 먼로 (성우: 크리스 커탠): 미나의 아버지로, 마리 이모로부터 물려받은 아파트로 미나와 함께 이사했다.
- 마샤 (성우: 모니 몬): 조심성이 많은, 미나의 친구. 버니큘라의 주변에서 일어나는 초자연적 현상을 때때로 목격한다.
- 베키 (성우: 케이트 히긴스): 미나의 친구.
- 스콧 딩글먼 (성우: 스콧 멘빌): 미나가 짝사랑하는 친구.
- 패치 (성우: 에릭 바우자)

## 에피소드
| 번호                                                                                                  | 제목                            | 감독            | 작가                           | 스토리보드      | 본 방송 날짜   | 대한민국 방송 날짜 | 미국 시청자 수 (100만) |
| --- | ------------------------------- | --------------- | ------------------------------ | --------------- | -------------- | ------------------ | ---------------------- |
| 1 | "원숭이 소동" "Mumkey Business" | 제시카 보루츠키 | 맥스웰 애텀스, 제시카 보루츠키 | 제시카 보루츠키 | 2016년 2월 6일 | 2016년 7월 25일    | 1.24                   |
| 버니큘라가 초자연적 힘을 이용해 짓궂은 장난을 치는 것에 지친 체스터는 그를 지하실에 가둬 놓으려 한다. |                                 |                 |                                |                 |                |                    |                        |